# KN-290
Tàu KN-290 (trước đây có tên là: KN-781) thuộc biên chế Chi đội kiểm ngư số 2, Cục Kiểm ngư Việt Nam đóng tại Phường 11, Vũng Tàu, Bà Rịa – Vũng Tàu.

## Thiết kế
Tàu có sân đậu và nhà chứa máy bay trực thăng, trang bị hai tàu cứu nạn chuyên dụng xuyên lửa, hai xuồng cứu sinh cao tốc, phao cứu sinh tự thổi...
Tàu KN có chiều dài lớn nhất 90,5m, chiều rộng 14m, mớm nước gần 4m, lượng giãn nước 2.400 tấn. Tàu có tốc độ tối đa 21 hải lý/giờ, với tầm hoạt động 5.000 hải lý. Hệ thống điều khiển của tàu hoàn toàn tự động và được điều khiển từ buồng lái. Ngoài ra, tàu còn có hệ thống camera giám sát xung quanh và các bộ phận trên tàu. Tàu có sức chứa khoảng 200 người.

## Chỉ huy

### Thuyền trưởng
| STT | Tên              | Thời gian                                |
| --- | ---------------- | ---------------------------------------- |
| 1   | Tạ Quang Hùng    | 20 tháng 07 năm 2014 - tháng 06 năm 2016 |
| 2   | Trần Tùng        | 06/2016 đến năm 2018                     |
| 3   | Quách Hữu Quang  | năm 2018 - đến năm 2024                  |
| 4   | Đinh Hoàng Giang | Từ 2024 - nay                            |

### Bí thư chi bộ
| STT | Tên             | Thời gian                      |
| --- | --------------- | ------------------------------ |
| 1   | Phạm Quang Tuấn | 20 tháng 07 năm 2014 - đến nay |